# Sesto Calende
Sesto Calende ist eine Gemeinde in der Provinz Varese in der Region Lombardei.

## Geographie
Die Gemeinde liegt am Ausfluss des Lago Maggiore an dessen Südende, dem Ticino, und bereits am nördlichen Rand der Poebene und bedeckt eine Fläche von 23 km². Zu Sesto Calende gehören die Fraktionen Abbazia, San Giorgio, Lentate, Oriano, Lisanza, Coquo, Mulini und Sant’Anna. Die angrenzende Gemeinden sind Angera, Cadrezzate, Castelletto sopra Ticino (NO), Comabbio, Dormelletto (NO), Golasecca, Mercallo, Osmate, Taino und Vergiate.
Bei Sesto Calende befindet sich eine unter Naturschutz stehende Auenlandschaft, innerhalb des Parco naturale lombardo della Valle del Ticino.

## Geschichte
Das Grab der zwei Krieger ist ein Grabhügel, der 1928 an der Stelle des Asilo Basseti entdeckt wurde. Die reichhaltigen Grabbeigaben, darunter ein zweirädriger Streitwagen, weisen darauf hin, dass es sich bei der Bestattung um ein Wagengrab und ein Fürstengrab handelt. Es wird etwa dem Ende des 7. Jahrhunderts v. Chr. zugeordnet und gehört zur Golasecca-Kultur.
Sesto Calende durchging die Via Severiana Augusta, eine römische Konsularstraße, die Mailand mit Verbano verband. Hier wurde diese Straße in ihre beiden Endrichtungen unterteilt: die erste erreichte Angera, während die andere nach Domodossola führte. Im Mittelalter gehörte die Gemeinde bereits zum Contado del Seprio als Sitz des sculdascio. Die Ortschaft Sesto Calende, die zur Gemeinde Angera gehörte, wurde in den Statuten der Straßen und Gewässer der Grafschaft Mailand erwähnt; sie gehörte zu den Gemeinden, die zum Unterhalt der Rho-Straße beitrugen (1346). In den Registern des Estimo (Grundbuch) des Herzogtums Mailand von 1558 und den nachfolgenden Aktualisierungen im 18. Jahrhundert war Sesto Calende noch in derselben Pieve enthalten. Im Jahr 1722 wurde die Karte von Sesto im so genannten Teresianischen Kataster getrennt von der Karte von Cocquo vermessen. Nach den Antworten auf die 45 Fragen des Zweiten Volkszählungsrates von 1751 wurde die Gemeinde an die Familie Cusani feudalisiert, mit der Zahlung von 75 kaiserlichen Lire pro Jahr der feudalen Volkszählung. Die Gemeinde Cassina di Coquo wurde an Sesto angeschlossen und zahlte weitere 18 Lire. Coquo (Cocquo) wählte seinen eigenen Konsul und trug nicht zu den lokalen Ausgaben von Sesto bei, da es keinen Anteil an den Mieten des kommunalen Eigentums der größeren Gemeinde hatte. Der Feudalrichter residierte in Somma und erhielt von den Gemeinden 19 kaiserliche Lire pro Jahr.
Die Gemeinden Sesto und Coquo unterstanden dem Vikar von Seprio, der seinen Sitz in Gallarate hatte, wo die Konsuln vereidigt wurden. Die Gemeinde Sesto wurde von einem Rat, dem Ordentlichen Rat, regiert, der sich aus zwei Konsuln, vier Bürgermeistern und meist sechs Abgeordneten zusammensetzte, die alle zusammen den Titel Regenten trugen. Die ordentliche Ratssitzung wurde den Regenten am Vortag angekündigt, es sei denn, die Ankündigung musste aus Gründen der Dringlichkeit ausgeschlossen werden. Die Regenten traten im Ratssaal zusammen, wurden durch das Läuten der Glocke herbeigerufen und befassten sich mit öffentlichen Angelegenheiten. Für Angelegenheiten von großer Bedeutung war jedoch vorgesehen, die Beratung der Generalversammlung zu beantragen. Die Konsuln wurden aus der bäuerlichen Bevölkerung des Ortes ausgelost und blieben ein Jahr lang im Amt. Am ersten Tag des Jahres hatten die Konsuln das Vorrecht, sechs fähige Personen für das Amt des Bürgermeisters vorzuschlagen; die Abgeordneten wählten drei von ihnen, während der vierte vom Feudalherrn ernannt wurde. Das Amt des Bürgermeisters dauerte ebenfalls ein Jahr, aber der Bürgermeister konnte bestätigt werden, wenn es sich als ratsam erwies. Das Amt des Stellvertreters hingegen wurde den nach Schätzung oder Fähigkeit geeignetsten und angesehensten Personen anvertraut und konnte nicht erneuert werden. Die Verwaltung und Bewahrung des öffentlichen Eigentums blieb Aufgabe der Regentschaft als Ganzes, während die Überwachung der Ausführung der öffentlichen Verteilungen insbesondere den Abgeordneten anvertraut wurde. Die öffentlichen Unterlagen wurden in einem sicheren Raum im Ratssaal aufbewahrt. Der Kanzler war in derselben Gemeinde ansässig und erhielt jährlich 76 kaiserliche Lire.
Mit der Aktivierung der Gemeinden der Provinz Mailand auf der Grundlage der territorialen Aufteilung des Königreichs Lombardo-Venetien (Mitteilung vom 12. Februar 1816) wurde die Gemeinde Sesto Calende con Coquo in den Bezirk XVI der Somma aufgenommen. Sesto Calende, eine Gemeinde mit Coquo, wurde durch die spätere territoriale Aufteilung der lombardischen Provinzen (Mitteilung vom 1. Juli 1844) im Bezirk XVI der Somma bestätigt. Im Jahr 1853 (Mitteilung vom 23. Juni 1853) wurde Sesto Calende mit dem Ortsteil Coquo, einer Gemeinde mit allgemeiner Einberufung und 2642 Einwohnern, dem Bezirk XIII der Somma zugeordnet.

Historisches Bild von Leo Wehrli, Sesto Calende, Tessin von der Brücke gegen Langensee

Nach dem vorübergehenden Zusammenschluss der lombardischen Provinzen mit dem Königreich Sardinien wurde die Gemeinde Sesto Calende mit 2.817 Einwohnern, die von einem fünfzehnköpfigen Gemeinderat und einem zweiköpfigen Stadtrat verwaltet wurde, auf der Grundlage der durch das Gesetz vom 23. Oktober 1859 festgelegten Gebietsaufteilung in das Mandamento V di Somma, circondario IV di Gallarate, Provinz Mailand, aufgenommen. Bei der Gründung des Königreichs Italien im Jahr 1861 hatte die Gemeinde 2.967 Einwohner (Volkszählung 1861). Nach dem Gemeindegesetz von 1865 wurde die Gemeinde von einem Bürgermeister, einem Rat und einem Ausschuss verwaltet. Im Jahr 1867 wurde die Gemeinde in den Bezirk Somma Lombardo, den Bezirk Gallarate und die Provinz Mailand eingegliedert. 1869 wurde die aufgelöste Gemeinde Oriano sopra Ticino mit der Gemeinde Sexten-Calende zusammengelegt (Königlicher Erlass Nr. 4946 vom 28. Februar 1869).
1924 wurde die Gemeinde in den Bezirk Gallarate der Provinz Mailand eingegliedert. Nach der Gemeindereform von 1926 wurde die Gemeinde von einem Podestà verwaltet. Im Jahr 1927 wurde die Gemeinde der Provinz Varese zugeschlagen. Im Jahr 1928 wurde die aufgelöste Gemeinde Lisanza mit der Gemeinde Sesto Calende zusammengelegt. (Königlicher Erlass 430 vom 16. Februar 1928). Im Jahr 1929 wurde der Ortsteil Lentate zur Gemeinde Sesto Calende zusammengefasst und von der Gemeinde Osmate Lentate abgetrennt (Königlicher Erlass Nr. 775 vom 28. März 1929). Nach der Gemeindereform von 1946 wurde die Gemeinde Sexten-Calende von einem Bürgermeister, einer Junta und einem Gemeinderat verwaltet. Im Jahr 1971 hatte die Gemeinde Sesto Calende eine Fläche von 2.389 Hektar.

## Bevölkerung
| Bevölkerungsentwicklung | Bevölkerungsentwicklung | Bevölkerungsentwicklung | Bevölkerungsentwicklung | Bevölkerungsentwicklung | Bevölkerungsentwicklung | Bevölkerungsentwicklung | Bevölkerungsentwicklung | Bevölkerungsentwicklung | Bevölkerungsentwicklung | Bevölkerungsentwicklung | Bevölkerungsentwicklung | Bevölkerungsentwicklung | Bevölkerungsentwicklung | Bevölkerungsentwicklung | Bevölkerungsentwicklung |
| ----------------------- | ----------------------- | ----------------------- | ----------------------- | ----------------------- | ----------------------- | ----------------------- | ----------------------- | ----------------------- | ----------------------- | ----------------------- | ----------------------- | ----------------------- | ----------------------- | ----------------------- | ----------------------- |
| Jahr                    | 1751                    | 1805                    | 1853                    | 1861                    | 1881                    | 1901                    | 1921                    | 1951                    | 1971                    | 1991                    | 2001                    | 2011                    | 2017                    | 2021                    |                         |
| Einwohner               | 1.200                   | 1.400                   | 2.642                   | 4.058                   | 4.354                   | 4.900                   | 5.408                   | 7.114                   | 10.037                  | 9.533                   | 9.806                   | 10.819                  | 11.098                  | 11.160                  |                         |

## Sehenswürdigkeiten
- Kirche San Donato im Ortsteil Scozzola o Scovilla erbaut (9./10. Jahrhundert) mit romanischen Fresken in der Apsis und Orgel Aletti (1869)
- Propsteikirche San Bernardino (20. Jahrhundert)
- Oratorium San Vincenzo genannt „dei Re Magi“, nördlich von Sesto Calende
- Kirche Sant’Antonio Abate in der Fraktion Oriano sopra Ticino (19. Jahrhundert)

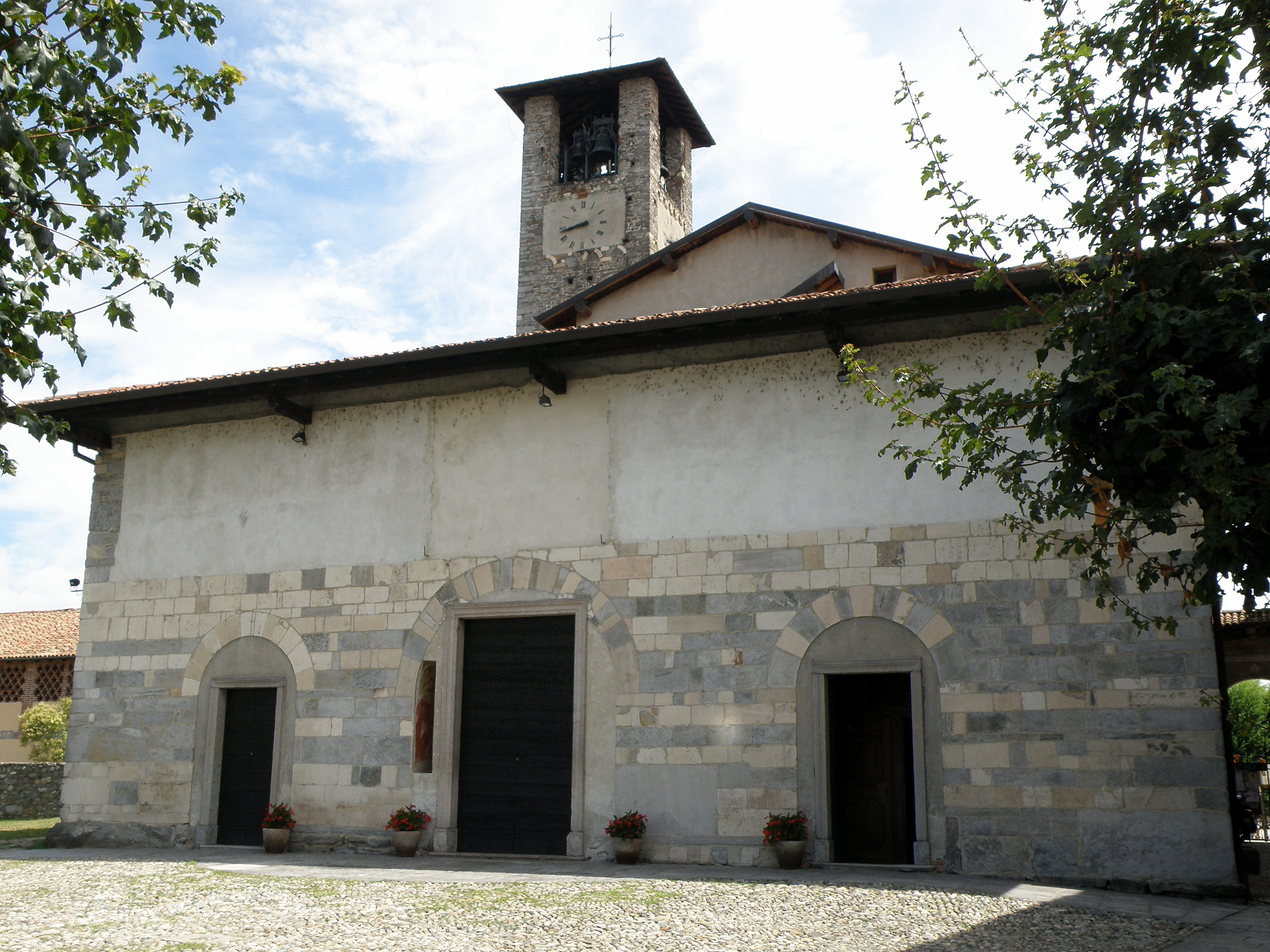
Kirche San Donato
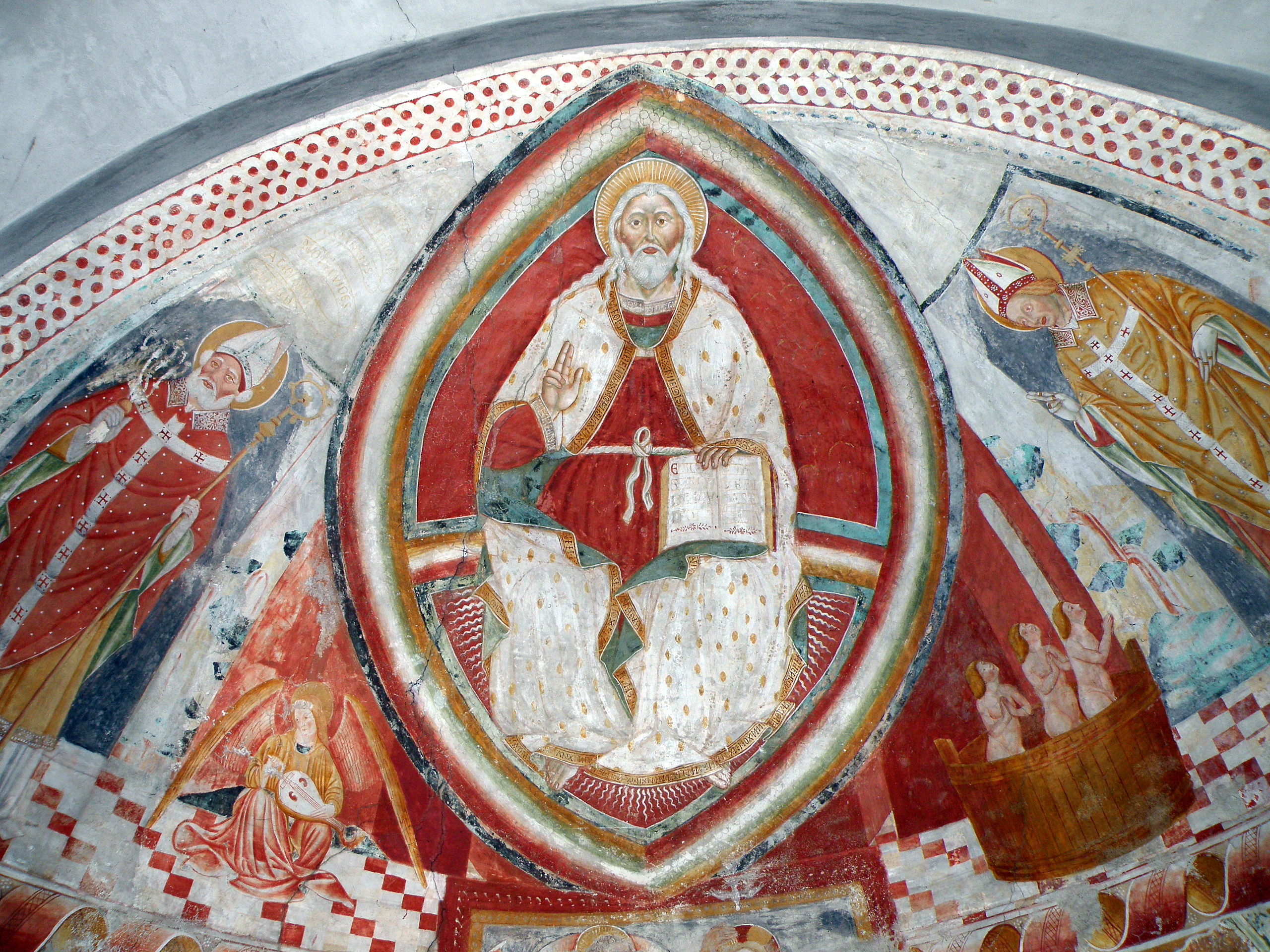
Kirche San Donato, Fresko in der Apsis
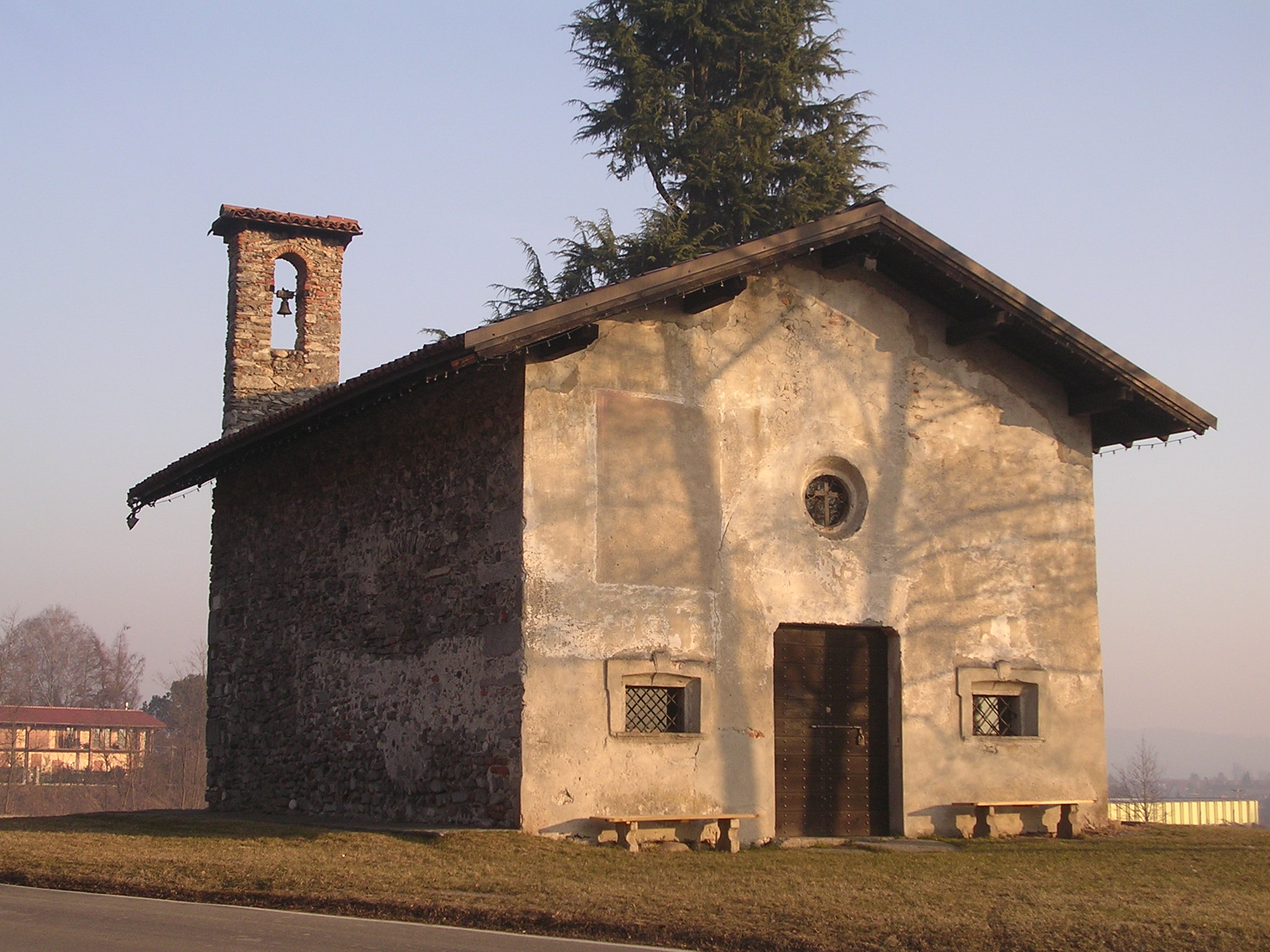
Oratorium San Vincenzo dei Re Magi

- Sass da Preja Büja, Schalenstein mit Einschnitten (Erste Eisenzeit) 2000 vor Christus, 200 m entfernt vom Oratorium San Vincenzo
- Garibaldi-Obelisk (6. Oktober 1861) mit drei Inschriften:

„Qui sbarcava Garibaldi co’ suoi armati la notte 23 Maggio 1859 per disperdere lo straniero.“
„Queste zolle in Lombardia furono le prime che si bagnarono d’italo sangue nella guerra. 1859“
„Qui il prode capitano C. De Cristoforis sfidava i perigli di non eguale tenzone con gli austriaci il 25 maggio 1859“
- Fabrik Maioni (SIAI Marchetti)
- Gläserfabrik Bordoni, seit 1871

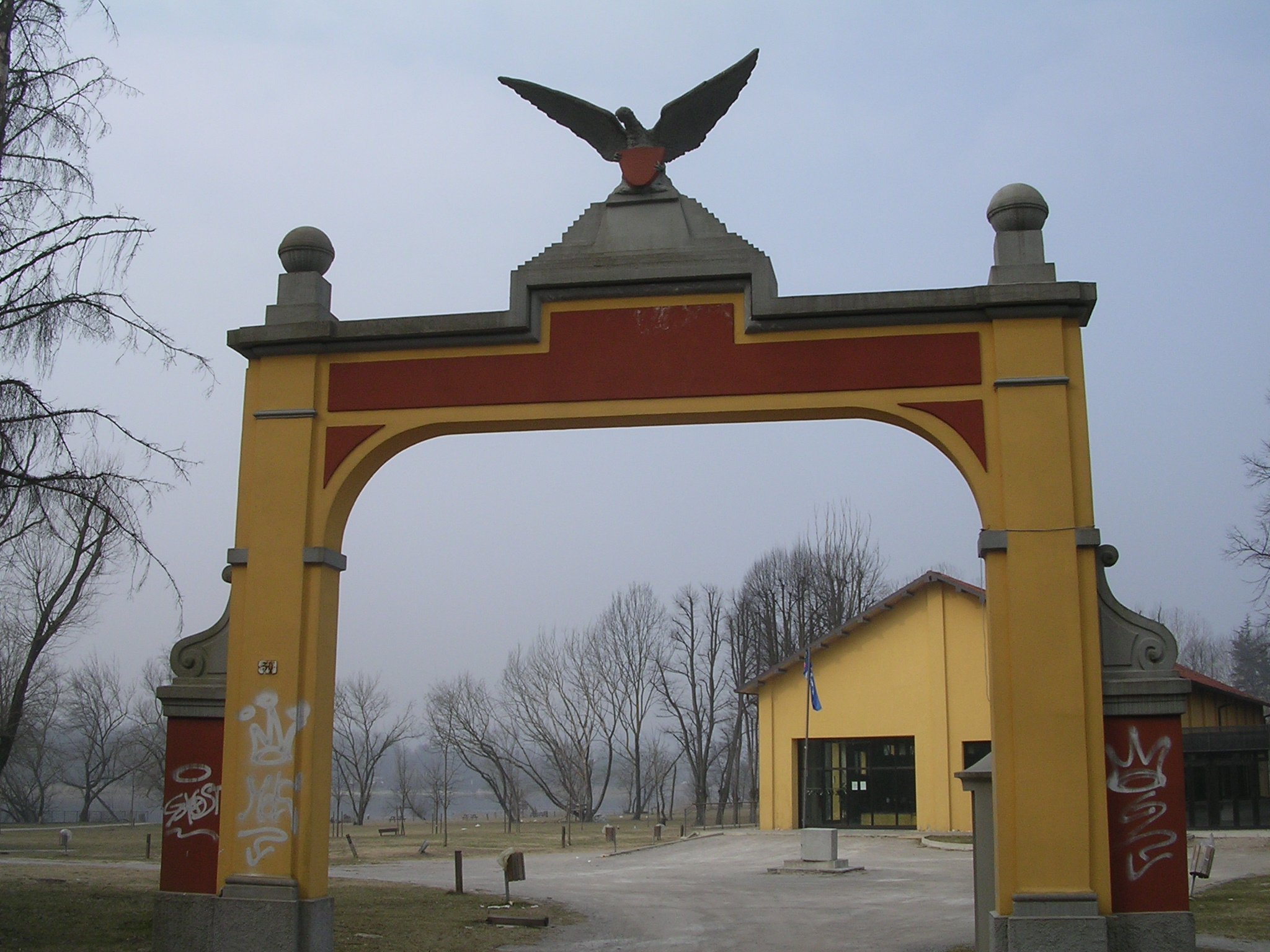
Sant’Anna Wasserflugzeugbasis

- Gläserfabrik Vetreria operaia federale (V.o.f.) mit 40.000 m² Areal im Stadtzentrum, zuletzt der neapolitanischen AVIR (Aziende Vetraie Italiane Ricciardi) zugehörig, nach der Übernahme durch die Owens Illinois 1997 geschlossen, mit geplanter Nachnutzung diverser Art.[2]
- Geschossfabrik Boldi-Astori
- Flugzeughersteller SIAI-Marchetti
- Sant’Anna Wasserflugzeugbasis. Bis zum Zweiten Weltkrieg war es ein Wasserflugzeugstützpunkt.

## Persönlichkeiten
- Cesare da Sesto (1477–1523), italienischer Maler und Schüler Leonardo da Vincis
- Angelo Dell’Acqua (1903–1972), Ordenspriester und Kurienkardinal
- Ruggero Maghini (* 19. Oktober 1913 in Sesto Calende; † 15. Juli 1977 in Turin), Pianist, Chorleiter und Komponist
- Paolo Pillitteri, (* 5. Dezember 1940 in Sesto Calende), Politiker, Journalist und Filmkritiker

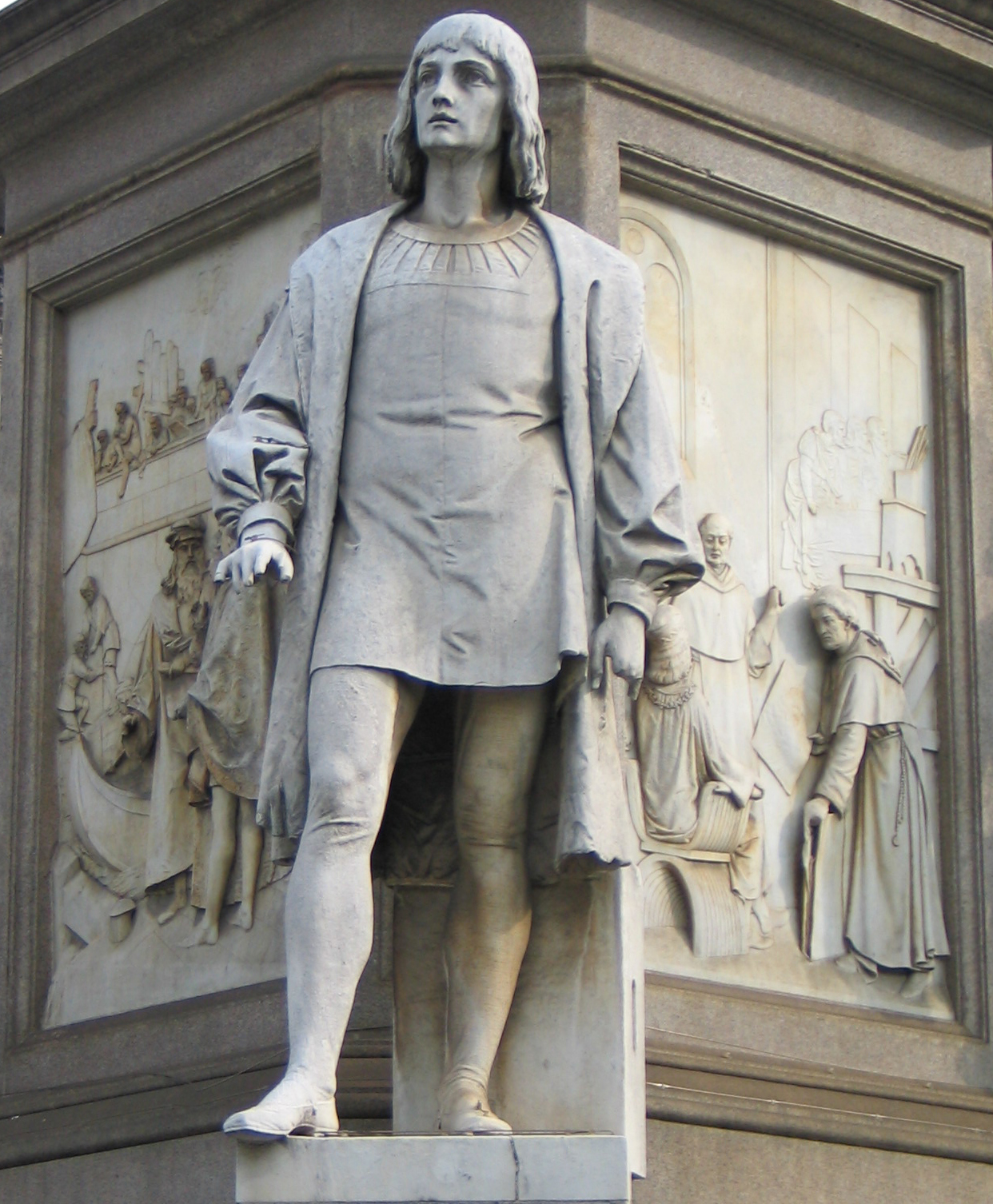
Cesare da Sesto
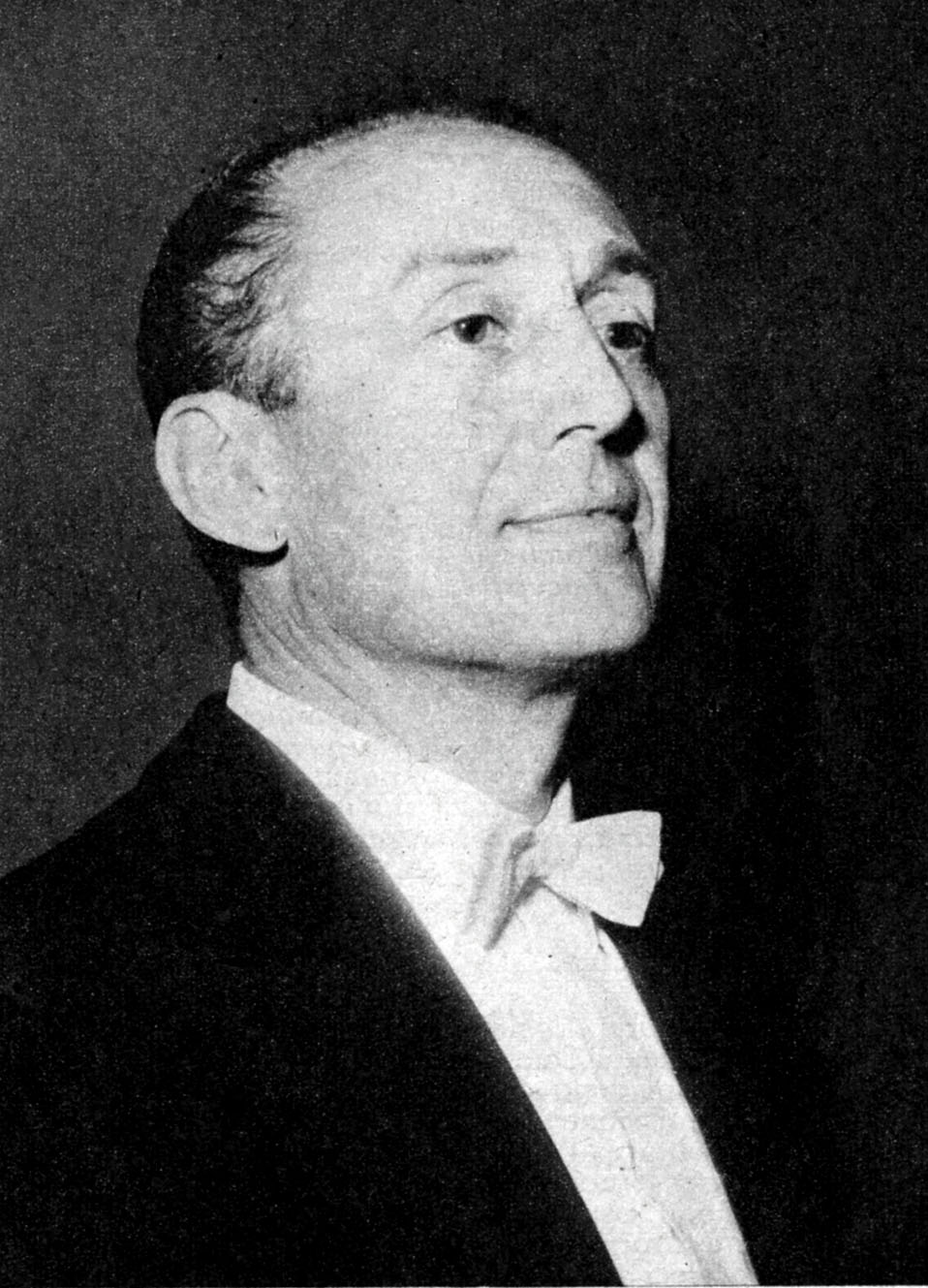
Ruggero Maghini
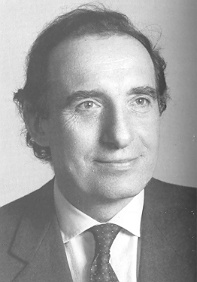
Paolo Pillitteri